# Chelsea (Alabama)
Pour les articles homonymes, voir Chelsea.
Chelsea est une ville du comté de Shelby, en Alabama, aux États-Unis.

## Démographie
| 1990  | 2000  | 2010   |
| ----- | ----- | ------ |
| 1 329 | 2 949 | 10 183 |